# Lamar Hunt U.S. Open Cup de 2016
A Lamar Hunt U.S. Open Cup de 2016 foi a 103ª temporada da competição futebolística mais antiga dos Estados Unidos. Sporting Kansas City entra na competição defendendo o título.
O campeão da competição foi o FC Dallas, conquistando seu segundo título. A premiação para o campeão foi de 250.000 dóares, e o vice, New England Revolution, recebeu 60.000 dólares.
No dia 8 de setembro de 2015, a United States Soccer Federation decidiu que para a competição manter o máximo de qualidade que a partir dessa temporada estão vetadas as participações na competição de equipe com filiações a outras, o que inclui os "times B". Essa regra exclui da competição vários times da United Soccer League (Bethlehem Steel FC, LA Galaxy II, New York Red Bulls II,  Orlando City B, Portland Timbers 2, Real Monarchs, Seattle Sounders FC 2 e Swope Park Rangers) Essa regra também inclui outras equipes como o New York Cosmos B. Rio Grande Valley FC Toros também não pode participar.

## Participantes
| Entram na Primeira Fase | Entram na Primeira Fase | Entram na Segunda Fase | Entram na Terceira Fase | Entram na Quarta Fase |
| USCS/USASA/USSSA 1 time/12 times/1 time | NPSL/PDL 14 times/18 times | USL/NPSL/PDL 17 times/1 time/1 time | NASL 9 times | MLS 17 times |
| US Club Soccer - San Francisco City FC USASA - Aromas Café FC - Boca Raton FC - Lansdowne Bhoys FC - L.A. Wolves FC - La Máquina FC - Motagua New Orleans - New York Pancyprian-Freedoms - Outbreak FC - NTX Rayados - San Nicolas FC - Southie FC - West Chester United USSSA - Harpo's FC | NPSL - AFC Cleveland - Atlanta Silverbacks Reserves - CD Aguiluchos USA - Clarkstown SC Eagles - Corinthians FC of San Antonio - Detroit City FC - FC Wichita - Fredericksburg FC - Indy Eleven NPSL - Kraze United - Miami Fusion FC - Myrtle Beach Mutiny - Richmond Strikers - Sacramento Gold PDL - Albuquerque Sol FC - Burlingame Dragons FC - Charlotte Eagles - Cincinnati Dutch Lions - Des Moines Menace - FC Tucson - GPS Portland Phoenix - Jersey Express - Long Island Rough Riders - Michigan Bucks - Mississippi Brilla - New York Red Bulls U-23 - Portland Timbers U-23 - Reading United - Seacoast United Phantoms - Seattle Sounders FC U-23 - Ventura County Fusion - The Villages SC | USL - Arizona United SC - Charleston Battery - Charlotte Independence - Colorado Springs Switchbacks FC - FC Cincinnati - Harrisburg City Islanders - Louisville City FC - Oklahoma City Energy FC - Orange County Blues FC - Pittsburgh Riverhounds - Richmond Kickers - Rochester Rhinos - Sacramento Republic FC - Saint Louis FC - San Antonio FC - Tulsa Roughnecks FC - Wilmington Hammerheads FC NPSL - Chattanooga FC PDL - Kitsap Pumas | - Carolina RailHawks - Fort Lauderdale Strikers - Indy Eleven - Jacksonville Armada FC - Miami FC - Minnesota United FC - New York Cosmos - Rayo OKC - Tampa Bay Rowdies | - Chicago Fire - Colorado Rapids - Columbus Crew SC - D.C. United - FC Dallas - Houston Dynamo - LA Galaxy - New England Revolution - New York City FC - New York Red Bulls - Orlando City SC - Philadelphia Union - Portland Timbers - Real Salt Lake - San Jose Earthquakes - Seattle Sounders FC - Sporting Kansas City |

## Premiação
| Lamar Hunt U.S. Open Cup de 2016 |
| -------------------------------- |
| FC DALLAS Campeão (2º título)    |